# Isabelle Ohlen
Pour les articles homonymes, voir Ohlen.
Isabelle (Marie Paulette) Ohlen est une femme politique non-indépendantiste française de Nouvelle-Calédonie, née à Paris le 2 avril 1960. 

## Origines familiales
Isabelle Ohlen est issue d'une vieille famille néo-calédonienne d'origine européenne (« Caldoche »), descendant à la cinquième génération des Allemands Heinrich Ohlen (1809-1869) et Maria Dorhn (1820-1897), arrivés en Nouvelle-Calédonie en 1859 comme « colons Paddon » (attirés par le négociant et aventurier britannique James Paddon pour lotir la concession qu'il avait obtenu de l'administration coloniale française à Païta) après un passage en Australie. Son arrière-arrière-grand-père, Charles-Hermann Ohlen (1856-vers 1930), était le fils cadet de ces pionniers et a aussi été propriétaire terrien, d'abord à Koutio près de Nouméa puis à Bourail avant de partir pour tenir un hôtel à Port-Vila aux Nouvelles-Hébrides, et a épousé Angèle Rolland (1868-vers 1943), fille du surveillant en chef du bagne de Nouville Paul Rolland (d'origine française méridionale). 
L'arrière-grand-père d'Isabelle, Georges (1888-1939), a fait du chalandage à Bourail, et s'est marié avec Louise Lomont (1886-1935), elle-même petite-fille par sa mère de James Paddon. Ils ont deux enfants, une fille qui va faire souche aux États-Unis, et un fils, Hermann Auguste Ohlen, qui reste en Nouvelle-Calédonie. Isabelle Ohlen est la fille de Georges Ohlen (1936-1990), décédé dans un accident de voiture près de Kaala-Gomen, et d'Évelyne Lemesle. 
Elle a épousé Gilles Minot, gérant de sociétés, dont elle a eu deux fils : Frédéric (né en 1987) et Vincent (né en 1990). Divorcée, elle s'est remariée avec Alexandre Catanéo, chargé de mission au Congrès puis à la Province Sud dont elle a divorcé le 3 avril 2012.

## Carrière professionnelle
Isabelle Ohlen a été institutrice à Poindimié, sur la côte nord-est de la Grande Terre, de 1983 à 1995, notamment pendant la période dite des « Évènements » qui voient s'opposer violemment partisans et opposants à l'indépendance entre 1984 et 1988. 

## Carrière politique

### Succession des partis modérés
En 1995, elle crée avec Jean-Raymond Postic et l'historien Louis-José Barbançon le parti Génération calédonienne, qui se veut neutre sur la question de l'indépendance, appelle à la construction d'une identité commune néo-calédonienne et critique fortement le Rassemblement pour la Calédonie dans la République (RPCR) ainsi que son dirigeant, le député et homme fort de l'archipel, Jacques Lafleur. Elle est ainsi candidate sur la liste de ce mouvement dirigée par Jean-Raymond Postic aux élections municipales du 11 juin 1995 à Nouméa, obtenant alors son premier mandat électif. Aux élections provinciales du 9 juillet suivant, elle est troisième sur la liste « Génération calédonienne » de Jean-Pierre Delrieu dans le Sud qui obtient 2 006 voix soit 4,45 % des suffrages exprimés, et aucun élu. Elle rejoint ensuite Une Nouvelle-Calédonie pour tous (UNCT), mouvement non-indépendantiste d'opposition à Jacques Lafleur tout juste créé et présidé par Didier Leroux. Lorsque ce dernier refuse au début de l'année 1998 de participer aux négociations menées entre partisans et opposants à l'indépendance pour trouver une solution consensuelle plutôt que le référendum d'autodétermination, Isabelle Ohlen suit deux élus du groupe UNCT au Congrès du Territoire, Thierry Valet et Jean-Claude Legras, qui choisissent de rester à la table des discussions. L'accord de Nouméa est finalement signé le 5 mai 1998, et Valet et Legras quittent l'UNCT le même mois pour créer le parti « Renouveau » auquel Isabelle Ohlen adhère. Ce mouvement constitue avec les indépendantistes modérés de la Fédération des comités de coordination indépendantistes (FCCI), afin de défendre l'idée du dialogue et de la fin de la confrontation politique traditionnelle entre partisans et opposants de l'indépendance, un groupe commun au Congrès qui forme alors un « pacte d'amitié » avec le RPCR. 
Le 1er mars 1999, Isabelle Ohlen crée l'association « Racines » dont le but est d'« agir pour la sauvegarde et la promotion de l'héritage patrimonial calédonien qu'il soit culturel, architectural ou environnemental ». Peu de temps après, le 26 mars 1999, elle fonde son propre parti, baptisé « Citoyens pour construire » et se voulant de tendance non-indépendantiste, progressiste et « accordiste », et s'allie avec la FCCI pour les élections provinciales du 9 mai 1999. Elle justifie ainsi ce choix : « Nous ne sommes pas indépendantistes, mais une liste d'alliance avec des indépendantistes progressistes symbolise totalement l'esprit de l'accord de Nouméa approuvé par plus de deux Calédoniens sur trois. C'est cette acceptation de l'autre, cette réconciliation, qui nous permettra de réaliser cette communauté de destin ». En troisième position sur la liste « Un chemin pour la vie » menée par le porte-parole de la FCCI Raphaël Mapou en Province Sud, elle fait campagne pour une revalorisation du salaire minimum garanti (SMG), le soutien de formations adaptées aux besoins de la Nouvelle-Calédonie, le développement du tourisme et un référendum afin de décider les signes identitaires (un drapeau, d'un hymne et un nom) pour l'archipel. Cette formation obtient le cinquième score sur huit avec 2 852 voix, soit 5,75 % des suffrages exprimés mais 4,3 % des inscrits. Il n'obtient encore une fois aucun élu, à moins de 500 votes près (le seuil minimal étant fixé à 5 % des inscrits).    
Elle continue cette stratégie par la suite, et s'allie à nouveau avec la FCCI aux élections municipales du 11 mars 2001 à Nouméa : elle mène alors une liste baptisée « Tous d'ici », dont elle est l'unique élue, conservant ainsi son mandat de conseillère municipale d'opposition du chef-lieu. Elle reprend alors le nom de sa liste pour son parti politique. Elle se rapproche alors des élus du groupe « Nouméa, c'est capital(e) » de Sonia Lagarde, pour sa part vice-présidente de l'Alliance (nouveau nom depuis 1999 de la formation de Didier Leroux). 

### Le succès à l'Avenir ensemble de 2004 à 2009
Pour les élections provinciales du 9 mai 2004, elle rejoint l'Avenir ensemble qui regroupe l'ensemble des anti-indépendantistes modérés opposés au Rassemblement-UMP (nouveau nom du RPCR) et à Jacques Lafleur, à savoir, outre « Tous d'ici » : l'Alliance de Didier Leroux et Sonia Lagarde, des dissidents récents du Rassemblement (Harold Martin, Marie-Noëlle Thémereau, Philippe Gomès, entre autres) et des membres de la société civile (par exemple le dirigeant syndical Alain Song). Elle est ainsi la septième candidate sur la liste menée en Province Sud par Marie-Noëlle Thémereau qui obtient alors la victoire avec 18 574 voix, 33,89 % des suffrages et 19 sièges sur 40 à l'Assemblée provinciale (dont 15 des 32 également élus au Congrès). 
Isabelle Ohlen entre donc pour la première fois dans ces deux institutions. Le 21 mai 2004, elle est portée à la 1re vice-présidence du bureau du Congrès, secondant directement le président Harold Martin dont elle devient une proche. Elle est réélue à ce poste le 27 juillet 2005, le 28 juillet 2006 et le 31 juillet 2007 (avec cette fois Pierre Frogier, nouveau dirigeant du Rassemblement-UMP, porté au « perchoir » à la faveur d'un « accord-cadre » de partage des postes passé avec l'Avenir ensemble et qui a permis à Harold Martin de devenir président du gouvernement local). Lors du renouvellement du bureau du 23 juillet 2008, elle passe à la 8e vice-présidence. Elle est également pendant cette mandature rapporteur de la commission de la législation et de la réglementation générales de 2004 à 2005 puis, de 2005 à 2007, de celle de l'organisation administrative et de la fonction publique dont elle devient la vice-présidente de 2007 à 2008. 
S'occupant surtout des questions identitaires, culturelles, patrimoniales et environnementales, elle est membre à partir de juillet 2007 du comité de pilotage lancé et dirigé par Déwé Gorodey (vice-présidente FLNKS-UNI-Palika du gouvernement chargée de la culture) pour définir les signes identitaires prévus par l'accord de Nouméa (et qui aboutit en à la proposition d'un hymne, d'une devise et d'un projet de graphismes pour les billets de banque). Mais surtout, en tant que présidente de la commission de l'Environnement de l'Assemblée de la Province Sud de 2004 à 2009, elle est l'un des principaux artisans du classement d'une partie des lagons de Nouvelle-Calédonie au patrimoine mondial de l'Organisation des Nations unies pour l'éducation, la science et la culture (UNESCO) le 7 juillet 2008. Elle rapporte également plusieurs lois du pays votées par le Congrès durant la mandature 2004-2009 : une relative aux occupations constitutives de droits réels sur le domaine public de la Nouvelle-Calédonie, des provinces et de leurs établissements publics le 28 décembre 2006, deux autres sur le régime fiscal du mécénat en Nouvelle-Calédonie et portant sur les droits de succession le 1er octobre 2008 et deux sur les droits et aides aux personnes handicapées (une première relative à l'emploi et une seconde portant création d'un régime d'aides) le 17 décembre 2008.   
Lorsqu'une très grande partie des élus de l'Avenir ensemble dans le Sud (16 sur 20) et donc du Congrès (12 sur 17) quittent le parti par opposition à son nouveau président Didier Leroux et à Harold Martin pour former Calédonie ensemble dirigé par le président de l'Assemblée provinciale Philippe Gomès, Isabelle Ohlen fait partie des cinq conseillers à rester fidèle à la direction en place et à conserver leur étiquette de 2004. Elle devient la 1re vice-présidente du mouvement, tandis que celui s'associe au petit parti récemment créé du Mouvement calédonien français (MCF, 2 élus, lui-même une dissidence issue de la section locale du Front national).

### Depuis 2009
Pour les élections provinciales du 10 mai 2009, elle est deuxième sur la liste formée par l'alliance de l'Avenir ensemble avec le Mouvement de la diversité (LMD, créé en 2008 par des dissidents du Rassemblement pour la Calédonie ou RPC lui-même formé en 2006 par Jacques Lafleur après sa mise à l'écart du Rassemblement-UMP) du sénateur Simon Loueckhote en Province Sud et menée par Harold Martin. Elle remporte 11 308 votes (16,33 %) et 8 élus sur 40 (dont 6 sur les 32 également envoyés au Congrès), réalisant le troisième meilleur score de la province derrière le Rassemblement-UMP de Pierre Frogier et Calédonie ensemble de Philippe Gomès. Réélue, Isabelle Ohlen prend la vice-présidence du groupe Avenir ensemble-LMD au Congrès (dirigé par Didier Leroux) jusqu'à sa disparition (faute d'élus après plusieurs défections) le 18 mars 2011. Elle est également portée à nouveau au sein du bureau de cette assemblée, d'abord à la 5e vice-présidence du 22 mai 2009 au 13 juillet 2010, puis à la 4e du 13 juillet 2010 au 1er avril 2011 et du 1er août 2011 (annulation de l'élection du 1er avril précédent) au 29 août 2012 ainsi qu'à la 3e du 1er avril au 1er août 2011 et finalement à la 5e depuis le 29 août 2012. Elle est également rapporteur de la commission spéciale chargée d'examiner le projet de loi du pays relative à trois signes identitaires de la Nouvelle-Calédonie (votée le 18 août 2010) de 2009 à 2011, et préside la commission intérieure du Travail et de la Formation professionnelle du 12 mai au 19 août 2011 puis, à partir de cette dernière date, de celle de l'Enseignement et de la Culture ainsi que rapporteur de celle des Sports.
Toujours particulièrement intéressée par la question des signes identitaires, et après avoir soutenue la proposition de Pierre Frogier de faire flotter côte-à-côte sur les édifices publics et durant les Jeux du Pacifique de 2011 le drapeau national et le drapeau « Kanaky » (dit aussi « drapeau kanak », « indépendantiste » ou encore du FLNKS), elle devient le 22 mars 2013 le rapporteur de la commission spéciale du Congrès chargée de rechercher en commun le drapeau du pays, créée par la délibération du 27 décembre 2012.